# اندریاس مایر
اندریاس مایر (انگلیسی: Andreas Maier؛ زادهٔ ۱۱ فوریهٔ ۱۹۷۲) بازیکن فوتبال اهل ایالات متحده آمریکا است.